# Acalypha petiolaris
Acalypha petiolaris é uma espécie de flor do gênero Acalypha, pertencente à família Euphorbiaceae.